# Povijest Španjolske
Španjolska je naseljena od paleolitika. To dokazuju špiljski crteži iz Ell Castilla i Altamire, te dolmeni i menhiri nađeni u Andaluziji i Asturiji. Međutim, prvi stanovnici koji su ostavili materijalne dokaze o svom postojanju bili su Iberi; oni su se poslije izmiješali s Keltima, narodom indoeuropskoga podrijetla. Između 11. i 2. stoljeća prije Krista duž obala Sredozemlja nikle su feničke, grčke i kartaške kolonije koje su Rimljani pretvorili u svoje gradove, kada je Španjolska postala provincija Rimskoga Carstva.

## Rimska Španjolska
Godine 133. pr. Kr. Rimljani su zauzeli Španjolsku. Ujedinili su zemlju te donijeli mir, napredak, a potom i kršćanstvo. Rimska vlast trajala je više od 500 godina dok zemlju nisu preplavili germanski osvajači.

## Arapska vladavina i oslobođenje
Španjolsku su tijekom barbarskih osvajanja pokorili Vizigoti, da bi 711. godine pala pod arapsku vlast. Arapi su ostavili značajno kulturno nasljeđe, vladajući državom tolerantno i prosvijećeno. Nakon 1000. godine kršćanska su kraljevstva počela tzv. rekonkvistu - novo osvajanje teritorija koji su zauzeli Arapi. Stvorena su dva kraljevstva: Kastiljsko u središnjem dijelu sjeverne Španjolske i Aragonijsko. Arapi su bili prisiljeni povući se u Granadu koja je u 13. i 14. stoljeću dosegla vrhunac moći.

## Španjolsko kolonijalno carstvo
Nakon zauzeća Granade i ujedinjenja dviju kraljevstava 1479., Španjolska je postala europska velesila. Kad je Kristofor Kolumbo, otputivši se uz kraljičinu potporu iz Palosa u Andaluziji u otkrivanje zapadnog puta u Indiju, 1492. otkrio Ameriku, bio je otvoren put conquistadorima (osvajačima) koji su krenuli put novootkrivenih zemalja i donesu dragocjenosti. Tzv. "zlatna stoljeća" (16. i 17.), kad je Španjolska smatrana gospodaricom mora, urodila procvatom umjetnosti i raskoši na dvoru, no završila su s krizom koja je, nakon 17. stoljeća, dovela zemlju do ubrzanoga propadanja.

## Zlatno doba
U 16. i početkom 17. stoljeća Španjolska je bila jedna od najmoćnijih zemalja u Europi, upravljala je većim dijelom Italije i Nizozemske kao i golemim američkim carstvom. Zlato i srebro iz američkih rudnika slijevalo se u ovu zemlju stvarajući golemo bogastvo. Umjetnici poput El Greca, Murilla i Velásqueza pretvorili su Španjolsku u jednu od umjetničkih središta Europe.

### Filip II.
Filip II. (1527-98) vladao je Španjolskom, južnom Italijom i Nizozemskom od 1556. Sin Karla V, cara Svetog Rimskog Carstva, nastavio je rat svog oca protiv Francuske, a u sukob je uvukao i Englesku. Pobuna Nizozemaca nakon 1568. oslabila je njegovu vlast i navela ga je da 1588. godine povede kobnu flotu u napad na Englesku. Njegov najveći uspjeh bio je osvajanje Portugala 1580. godine.

## Krizne godine
Godine 1713., na kraju rata za španjolsko nasljedstvo, došli su se na prijestolje španjolski Burbonci s Filipom V. Jedno stoljeće kasnije Španjolska je izgubila američke kolonije koje su postale suverene države. Nakon kratkotrajnoga kraljevanja Josipa I. Bonapartea, Napoleonova brata, počinje razdoblje političke nestabilnosti označeno pobunama protiv krune, gospodarskim krizama i neuspjesima u vanjskoj politici. Krajem 19. stoljeća uzele su maha socijalističke ideje i počeli su prvi autonomaški pokreti u Kataloniji i Baskiji.

## Francova diktatura
Poslije Prvog svjetskog rata, u kojemu je Španjolska bila neutralna, 1929. – 1930. kralj Alfons XIII. povjerio je diktatorske ovlasti Miguelu Primu de Riveri. U narodu je zavladalo nezadovoljstvo te je poslije godine dana kralj morao odstupiti, pa je Španjolska proživjela kratko vrijeme republikanskoga poretka, za kojega je proglašen novi ustav. Republika je trajala samo pet godina. 1936. godine, poslije izborne pobjede Narodne fronte, buknuli su nemiri koji su se pretvorili u krvavi građanski rat. General Francisco Franco poveo je vojne postrojbe protiv socijalista i komunista da bi 1939. preuzeo vlast i uspostavio diktaturu fašističkoga tipa. Tijekom Drugog svjetskog rata, Španjolska je ostala neutralna.  

## Povratak demokraciji i novije vrijeme
Nakon gotovo 40 godina diktature, nakon Francove smrti (1975.), Španjolska je postala ustavna monarhija s kraljem Ivanom Karlom I. na čelu. Dvije godine kasnije održani su prvi demokratski izbori. U poslijeratnom razdoblju najveći su problemi unutarnje politike povezani s težnjama Baskijaca za osamostaljenjem. ETA, naoružani ogranak baskijske nacionalističke stranke, odgovorna za mnoge atentate i napade, usprkos objavi jednostranoga primirja 1998. i početku pregovora sa španjolskom vladom, nije položila oružje. U osamdesetim i devedesetim godinama 20. stoljeća Španjolska je doživjela znatan gospodarski uspon. 1986. godine postala je članicom Europske unije.

## Poveznice
- Popis španjolskih vladara